# Малорита (река)
Малори́та (бел. Маларыта) — река в Беларуси. Исток в 2 км севернее д. Орехово от автодороги Орехово-Олтуш. Является продолжением канала Средний Ров. Устье в 2 км северо-восточнее д. Замшаны, где впадает в реку Рыта (Рита). Долина невыразительная. Склоны пологие и распаханные, разрезаны сетью мелиоративных каналов. Пойма двухсторонняя, низкая, осушеная, шириной 1-1,5 км. Ширина русла 6-8 м. Берега выровненные, высотой до 2 м. Река принимает сток мелиоративных каналов.
Длина реки — 30,5 км. Средний расход воды — 2,5 м³/с. Площадь водосборного бассейна — 602 км².
На реке Малорите расположен одноимённый город Малорита.